# Arnor Angeli
Arnor Angeli est un footballeur belge, né le 25 février 1991 à Bruxelles qui évolue en milieu de terrain. Aujourd'hui, il s'est reconverti dans l'investissement immobilier.

## Biographie
Arnor Angeli est bruxellois et son père, supporter du Sporting d'Anderlecht, a voulu lui donner le même prénom que Arnór Guðjohnsen, attaquant islandais du club anderlechtois dans les années 1980. Il est aujourd'hui devenu préparateur physique et propriétaire de clubs de sport en Belgique et investisseur dans l'immobilier.

## Parcours sportif en club
Arnor Angeli a été formé à Anderlecht. Il y a joué à partir de l'âge de 6 ans, des moins de 7 ans au moins de 15 ans. À la suite de l'arrivée d'un entraîneur du Lierse SK accompagnés d'autres joueurs, Angeli décide, à regrets, de quitter Anderlecht pour garder du temps de jeu. Il évolue ensuite au Brussels mais à la suite de la descente de l'équipe A en D2 et en dépit d'une possibilité de jouer alors en équipe première, il décide à nouveau de changer de club. Suivi depuis quelques années par plusieurs clubs belges, néerlandais et français, il choisit le Standard de Liège pour sa proximité et son projet sportif. À 18 ans, il signe ainsi un contrat avec ce club. Il joue d'abord avec les moins de 19 ans puis, assez rapidement avec les espoirs (moins de 21 ans). La saison suivante (2009-2010), il intègre le noyau A.
Arnor Angeli montre pour la première fois au jeu en D1 à la 95e minute du match Standard-Courtrai le 26 septembre 2009. Le score était de 0-1 et le Standard craignait une égalisation dans les arrêts de jeu. Après seulement 65 secondes de jeu, à sa deuxième touche de balle, Angeli marque un but qui scelle définitivement la victoire. Il a été titulaire pour la première fois la même saison, lors du match à Mouscron (0-0) le 30 octobre 2009. Il est également sur la feuille de match à trois reprises en Ligue des champions et entre au jeu lors du match Standard-Olympiakos (04/11/2009). Le 1er février 2010, Arnor Angeli se blesse gravement au genou droit durant l'entraînement. Son indisponibilité est évaluée à six mois. Fin 2010, il prolonge son contrat pour quatre saisons supplémentaires avec le Standard.
Lors de la saison 2011-2012, Arnor Angeli est prêté au club du GBA. Il y fait un bon premier tour titularisé à quelques reprises avant d'être à nouveau écarté sur blessure juste avant la trêve manquant ainsi le match Standard de liège - GBA soldé par un cinglant 6-1.
En juin 2012, le médian reprend les entraînements avec le Standard de Liège, mais son avenir semble bouché en principauté, Ron Jans et Jean-François De Sart ne lui faisant guère confiance. Dans un premier temps, le Beerschot se renseigne pour un transfert définitif, mais en attente d'une contrepartie financière les dirigeants liégeois traînent. Le RAEC Mons prend la balle au bond et décroche le transfert du bruxellois. La perspective de gagner en temps de jeu de prester sous les ordres d'Enzo Scifo ont rapidement convaincu Angeli.

## Parcours en équipe nationale
Arnor Angeli joue en équipes d'âge nationales,. Il fait partie de l'équipe de Belgique des moins de 19 ans avec lesquels il a déjà marqué en tournoi amical. Fin 2010, Angeli est repris dans l'équipe nationale espoirs belge.